# Kajetan Buchowski
Kajetan Buchowski (ur. 12 stycznia 1812 w Poznaniu, zm. 12 października 1900 w Pomarzankach) — polski działacz społeczny, poseł do Reichstagu Związku Północnoniemieckiego.

## Życiorys
Urodził się w 12 stycznia 1812 w Poznaniu w rodzinie Kazimierza Buchowskiego z Buchowic herbu Sas i jego żony Henryki Luckenbach jako drugi z jedenaściorga ich dzieci. Pracował jako urzędnik w Ziemstwie Kredytowym. Był szefem administracji kolejowej w Montpellier oraz należał do dyrekcji towarzystwa ubezpieczeniowego jak też zasiadał w radzie nadzorczej Ziemstwa Kredytowego.
W sierpniu 1867 został posłem z okręgu Gniezno-Wągrowiec jako członek Koła Polskiego do Reichstagu Związku Północnoniemieckiego.
Około roku 1840 został właścicielem wsi i dominium Pomarzanki.
Ożenił się w 1841 z Zuzanną Z. Otto-Trąmpczyńską i miał pięcioro dzieci: Adama, Marię, Stanisławę, Cecylię i Antoninę. Zmarł 12 października 1900 w swoim majątku w Pomarzankach.